# Suurisaari (ö i Finland, Södra Savolax, Pieksämäki, lat 62,07, long 27,68)
Suurisaari är en ö i Finland. Den ligger i sjön Pihlas och i kommunen Jorois i den ekonomiska regionen  Pieksämäki ekonomiska region  och landskapet Södra Savolax, i den södra delen av landet, 250 km nordost om huvudstaden Helsingfors. Öns area är 30,4 hektar och dess största längd är 1,4 kilometer i sydöst-nordvästlig riktning.